# Novo Brdo
Novo Brdo (em sérvio:  Ново Брдо, Novo Brdo;) é um município da Província Autônoma de Cossovo e Metóquia, fazendo parte do Distrito de Kosovo-Pomoravlje, na República da Sérvia. Sua população é de 7.070 (2022). Sua área é de 91 km², com 10 aldeias no município.
Após a Bombardeio da Iugoslávia pela OTAN em 1999 o governo sérvio acabou aceitando a administração civil das Nações Unidas sobre toda região de Cossovo e Metóquia, incluindo o município de Novo Brdo.